# Olemehliella krali
Olemehliella krali  (лат.) — вид ископаемых жуков из семейства веероносцы (Ripiphoridae). Балтийский янтарь. Литва. Вид был описан чешским энтомологом Яном Бателкой (чеш. Jan Batelka).

## Описание
Мелкие жуки, общая длина тела (включая голову и брюшко) около 4 мм. Окраска коричневая. Отличается следующей комбинацией признаков: антенны состоят из 10 члеников (антенномер, скапуса и педицеля); третий антенномер простой; ротовые части редуцированы до одного мелкого непарного придатка, постокулярный оматидий отсутствует, пронотум трапециоидный без бороздок или вдавлений, надкрылья без белых апикальных пятен; формула лапок — 5-5-4, первый членик задних лапок короче, чем три оставшихся вместе.
Жук обнаружен в куске янтаря размером 10 × 6 × 2,5 мм, найденном в Литве. Возраст находки оценивается в 34—45 млн лет (поздний эоцен — ранний олигоцен).

## Систематика
Новый таксон отнесён к подсемейству Ripidiinae, в котором есть только два ископаемых рода с такими же 10-члениковыми усиками у самцов: Paleoripiphorus Perrichot, Nel & Néraudeau, 2004 (шарантийский янтарь) и Cretaceoripidius Falin & Engel, 2010 (бирманский янтарь). Из современных групп больше всего сходен с родом Blattivorus Chobaut, 1891, от которого отличается трапециевидным пронотумом. В 2017 году было обнаружено, что родовое имя Olemehlia Batelka, 2012 уже занято таксоном современных жуков-усачей Olemehlia Holzschuh, 2012 (Cerambycidae, типовой вид Olemehlia mystica Holzschuh), описанным из Вьетнама всего за пару недель раньше (в январе 2012 и декабре 2011 года, соответственно). Поэтому Olemehlia (Ripidiinae) был переименован в Olemehliella Batelka, 2017.

## Этимология
Родовое название Olemehlia дано в честь колеоптеролога Оле Мэла (Ole Mehl; Дания, Struer, специалист по жукам-усачам Cerambycidae), а видовой эпитет O. krali дан в честь энтомолога Дэвида Крола (David Král; Чехия, Прага, Charles University, специалиста по Scarabaeoidea).